# Женевуа, Морис
Мори́с Женевуа́ (фр. Maurice Genevoix), полное имя Мори́с Шарль Луи́ Женевуа́ (фр. Maurice Charles Louis Genevoix), 29 ноября 1890, Десиз, департамент Ньевр, Франция — 8 сентября 1980, Хавеа, провинция Аликанте, Испания) — французский писатель и поэт, член и непременный секретарь Французской академии. Автор 56 романов, сборников рассказов и поэм, лауреат многих почётных премий, кавалер высших орденов Франции.
Окончил парижскую Высшую нормальную школу в 1914 году, после чего был призван в армию в условиях начавшейся Первой мировой войны. Принимал участие в Верденской битве, где был ранен 25 апреля 1915 года — ранение привело к полному параличу левой руки. Будучи демобилизованным, занялся литературным творчеством, и уже первый роман Sous Verdun, описывавший его фронтовой опыт, принёс молодому автору известность. Позднее им были написаны ещё четыре романа о Первой мировой, объединённые в пенталогию Ceux de 14. В дальнейшем стал известен как писатель-почвенник — автор произведений о французских регионах (среди которых наиболее известен Raboliot — Гонкуровская премия 1925 года), о путешествиях, а также романов-поэм (среди которых La Dernière Harde (1938) и La Forêt perdue (1967)), а также посмертно изданного романа-автобиографии Trente mille jours (1981).
С 1946 года и до смерти в 1980 году — один из сорока́ «бессмертных» членов Французской академии, а в 1958—1973 годах — её непременный секретарь (председатель). 11 ноября 2020 года по решению Президента Французской Республики Эмманюэля Макрона прах Мориса Женевуа был перенесён в Парижский Пантеон.

## Биография

### Детство
Потомок женевского католика — откуда и происходит его фамилия (genevois — с фр. — «женевец»), бежавшего во Францию от преследования кальвинистов около 1550—1560 годов и обосновашегося в одном из населённых пунктов современного департамента Крёз.

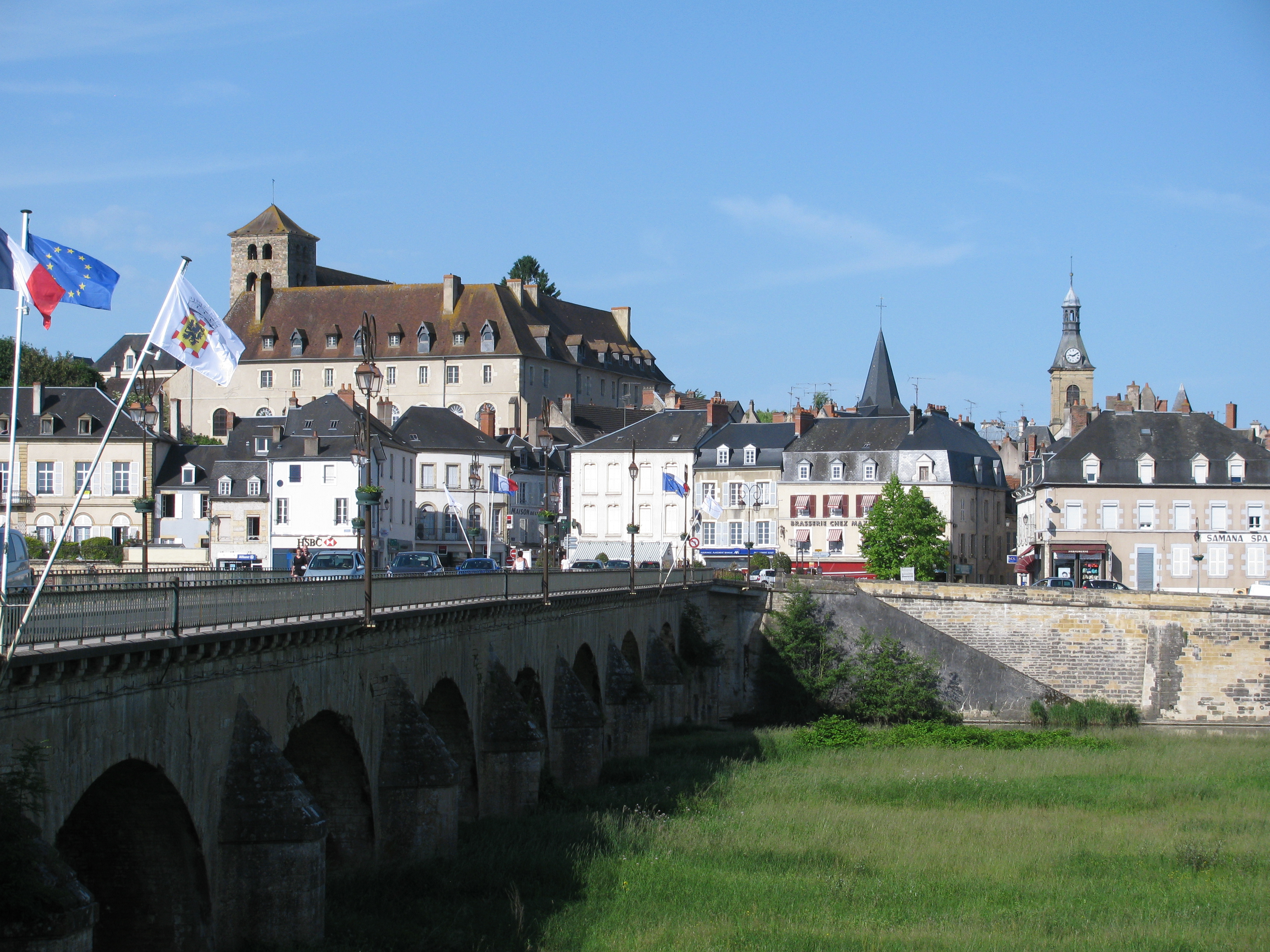
Десиз — родной город Мориса Женевуа. Современный вид

Его отец Габриэль Женевуа женился в 1889 году на Камиль Балишон — дочери оптового торговца бакалеей из городка Шатонёф-сюр-Луара (департамент Луаре). 29 ноября 1890 году у пары, обосновавшейся к тому моменту в коммуне Десиз (департамент Ньевр), родился сын, которого назвали Морис Шарль Луи. Габриэль был старше жены на 10 лет, он был человеком честным и прямолинейным, но вместе с тем — вспыльчивым и суровым, а Камиль — возвышенной и нежной. Позднее Морис напишет, что именно матери он обязан своему взгляду на мир и любовью к природе.
Через год у отца Камиль (деда Мориса) случился сердечный приступ, и родителям пришлось перебраться в Шатонёф-сюр-Луар, чтобы взять на себя управление семейным бизнесом. Позднее, Морис опишет эти события своего детства в романах Trente mille jours и Au cadran de mon clocher, радуясь, что провёл свое детство в сельской местности, вдали от больших городов. В мае 1892 года родился младший брат Мориса, Рене.
14 марта 1903 года, когда Морису было 12 лет, при родах умерли его мать Камиль и новорождённая сестра.

### Учёба

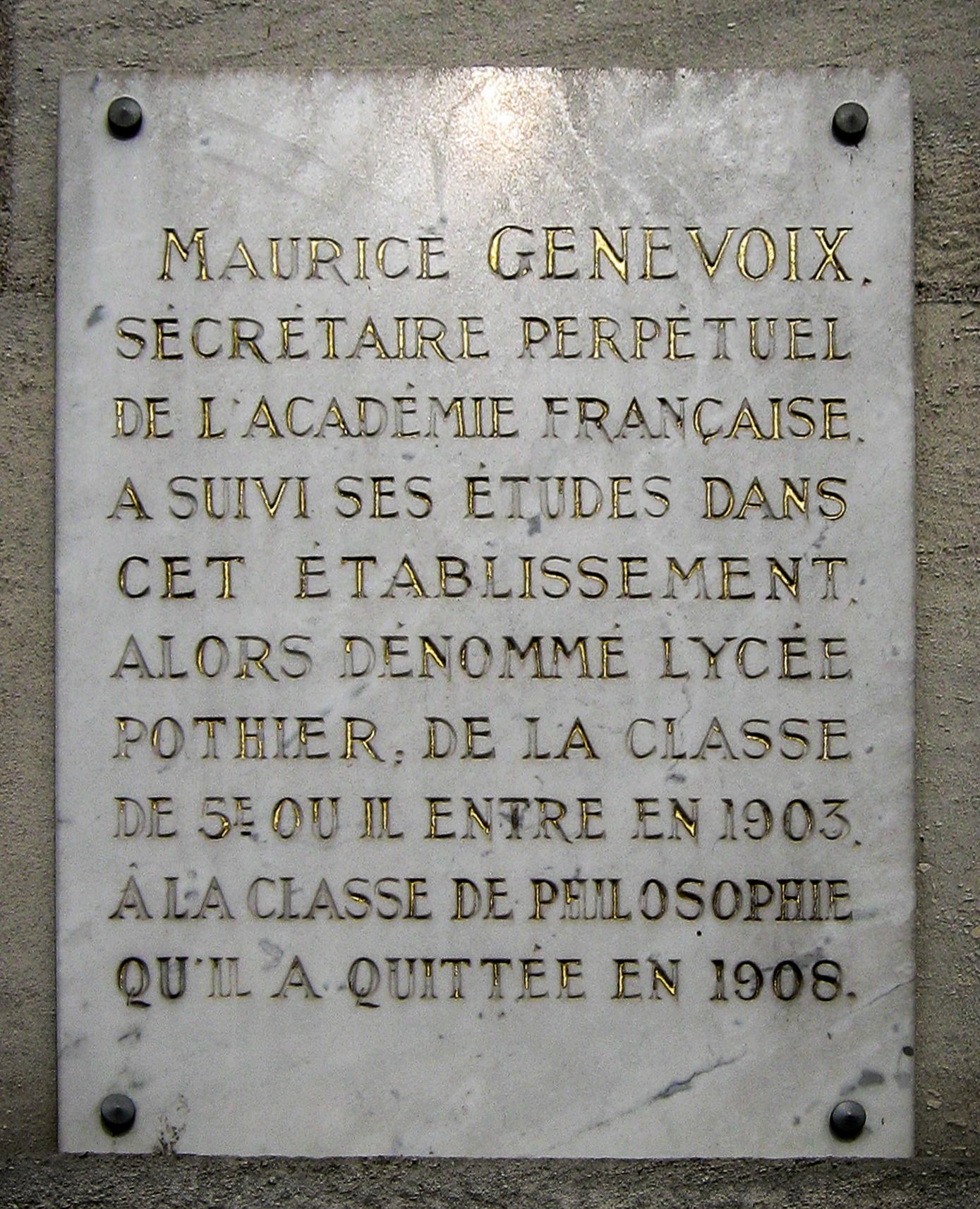
Мемориальная доска на стене лицея Потье в Орлеане

В 1894 году Морис поступил в начальную школу в Шатонёф-сюр-Луаре. Там он свёл дружбу с Пьером Дюмарше, впоследствии ставшим известным писателем Пьером Мак-Орланом. После начальной школы, которую Женевуа окончил с отличием, став вторым по успеваемости в кантоне (позднее в романе Trente mille jours Женевуа писал, что сдал все экзамены наравне с неким Бенуа, и тогда обоим было задано несколько дополнительных вопросов; Бенуа ответил на все, а Морис не смог сказать, какая река отделяет Францию от Испании), он продолжил обучение в лицее Потье в Орлеане, где жил «в условиях казармы, строгой дисциплины, грустных и бесконечных прогулок под присмотром». Он опишет этот этап своей жизни в романе L’Aventure est en nous. С 1908 по 1911 год Морис Женевуа обучался в интернате Лаканаль, находящемся в Со под Парижем, который окончил с отличием, что позволило ему поступить в престижную парижскую Высшую нормальную школу.
Ещё до начала учёбы он был призван на срочную военную службу, которую проходил в расквартированном в Бордо 144-м пехотном полку. По тогдашнему законодательству, служба по призыву составляла два года, однако, для студентов было сделано послабление — они могли служить как два года подряд (до начала или после окончания обучения), так и разбить срок службы на два этапа — один год до и один год после. Морис выбрал второй вариант, поэтому уже в 1912 году смог приступить к учёбе. Через 2 года он окончил Высшую школу, представив выпускной диплом на тему «Реализм в творчестве Мопассана». Именно в этот момент Морис Женевуа задумался о собственной литературной карьере. Позднее, по настоятельной рекомендации своего преподавателя в Высшей нормальной школе Поля Дюпюи он напишет и издаст свою первую книгу, посвящённую окопной правде готовой разразиться Мировой войны.
Морис Женевуа окончил обучение лучшим на своём курсе и был приглашён пройти годовой курс в аспирантуре для того, чтобы в дальнейшем начать карьеру университетского преподавателя. Он подумывал о том, чтобы через год найти работу в каком-нибудь иностранном университете, чтобы лучше познакомиться с другой культурой, а также чтобы иметь время заниматься творчеством. Однако, начавшаяся война не дала сбыться этим планам.

### Мировая война

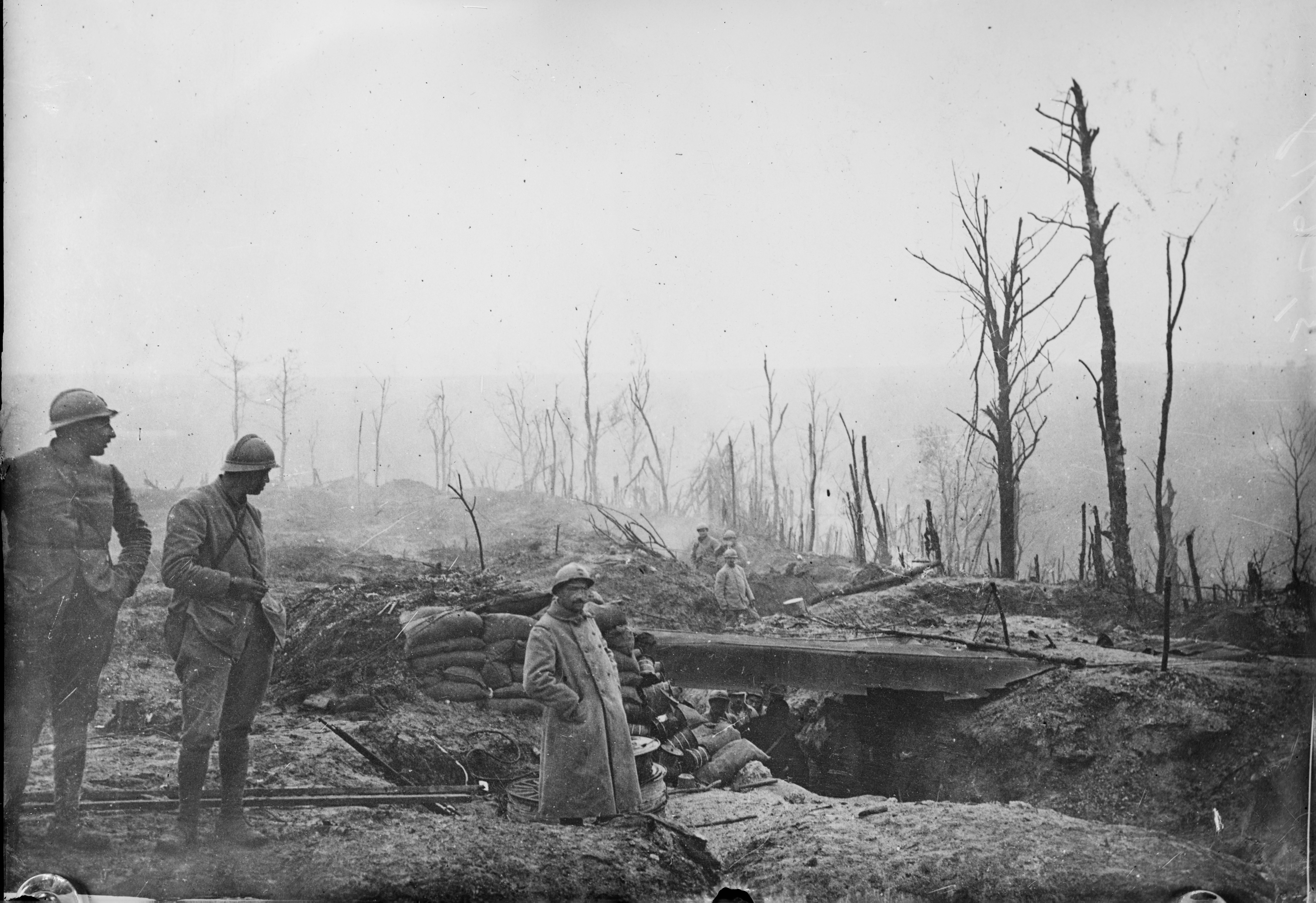
Верденская битва. Французские окопы

В условиях начинающейся Мировой войны, во Франции, как и в других странах-участницах, началась мобилизация. Не избежал её и Морис Женевуа — 30 июля 1914 года он получил повестку о призыве в 106-й пехотный полк, при этом ему было присвоено звание младшего лейтенанта. 1 августа он прибыл в расположение полка, приписанного к армии генерала Саррая, задействованной на верденском направлении. Казарма полка была пустой — почти все были на передовой. В тылу он нашёл только тела убитых и множество искалеченных в кровавой мясорубке — это впечатление осталось с ним на всю жизнь и серьёзно повлияло на творчество. 25 августа Морис впервые сам принял участие в боевых действиях.
В окопах он познакомился и свёл дружбу с младшим лейтенантом Робером Поршоном — бывшим учеником того же орлеанского лицея Потье и курсантом военного училища Сен-Сир. Позднее Морис опишет эту краткотечную дружбу в своей первой книге Sous Verdin, которую посвятит памяти боевого товарища — 20 февраля 1915 в Эпаржской битве Поршон был убит. Своё состояние он описал позднее в предисловии к французскому изданию книги Даниэля Остера Défendre la vie о людях, сражавшихся в той же битве, но по другую сторону линии фронта:
Я перестал чувствовать взрывы, ощущать ледяной дождь, видеть гнусные ничтожные вещи вокруг меня. Если бы новый снаряд обрушился на меня, я бы умер с этим видением — думаю, без мук и сожалений, с последним чувством полноты и гармонии, в согласии с самим собой и окружающей действительностью, парадоксально счастливым.
Оригинальный текст (фр.)J’avais cessé d’entendre les explosions, de sentir la pluie glaciale, de voir les choses immondes ou misérables qui hantaient l’ombre autour de moi. Si un nouvel obus alors eût fondu sur moi, je serais mort sur ces visions ; sans affres, je crois, ni regret, dans le sentiment dernier d’une plénitude et d’une harmonie en accord avec moi-même et ma réalité profonde, paradoxalement heureux
25 апреля 1915 года произведённый к тому времени в лейтенанты Морис Женевуа получил тяжёлое ранение в левую руку во время артиллерийского обстрела. Он был эвакуирован к госпиталь в Муйи в крайне тяжёлом состоянии, где благодаря усилиям военного врача Лагаррига (описанного позднее в романе Les Eparges под именем Ле Лабусс) и невероятно счастливому стечению обстоятельств смог выжить, а не превратиться в одного из 600 000 погибших в первые девять месяцев войны. Тем не менее, работоспособность левой руки в результате ранения была нарушена на 70, а затем на 100 %. Для лейтенанта Женевуа участие в войне на этом закончилось.

### Начало литературной деятельности
В декабре 1915 года, проведя семь месяцев в госпиталях, Морис Женевуа вернулся в Париж. Он поселился в комнатке в Нормальной школе, бо́льшая часть здания которой была отведена под военный госпиталь. Он показал своему преподавателю Полю Дюпюи, переписку с которым вёл всё время своего пребывания на фронте и на излечении, первые листы своей будущей книги. Профессор одобрил тексты, а также передал их своему другу Гийому Бретону — управляющему издательства Hachette. Через несколько дней Бретон встретился с Женевуа и сразу протянул ему подписанный издательством контракт на издание книги. Позднее Женевуа так описывал эту встречу в автобиографическом романе Trente mille jours:
Тогда я прочитал, поднял глаза на него. Он спросил:
— Что думаете?
— Что этот контракт беспредметен, потому что он о несуществующей книге.
— Значит, вам остаётся только её написать.
На следующий день я вернулся в Шатонёф и принялся писать.
Оригинальный текст (фр.)Je lus donc, je relevais les yeux vers lui. Et lui :
— Qu’en pensez-vous ?
— Que ce contrat est sans objet, car il me paraît faire état d’un livre qui n’existe pas.
— Il ne vous reste donc qu’à l’écrire.
Je regagnais le lendemain Châteauneuf et j’écrivis

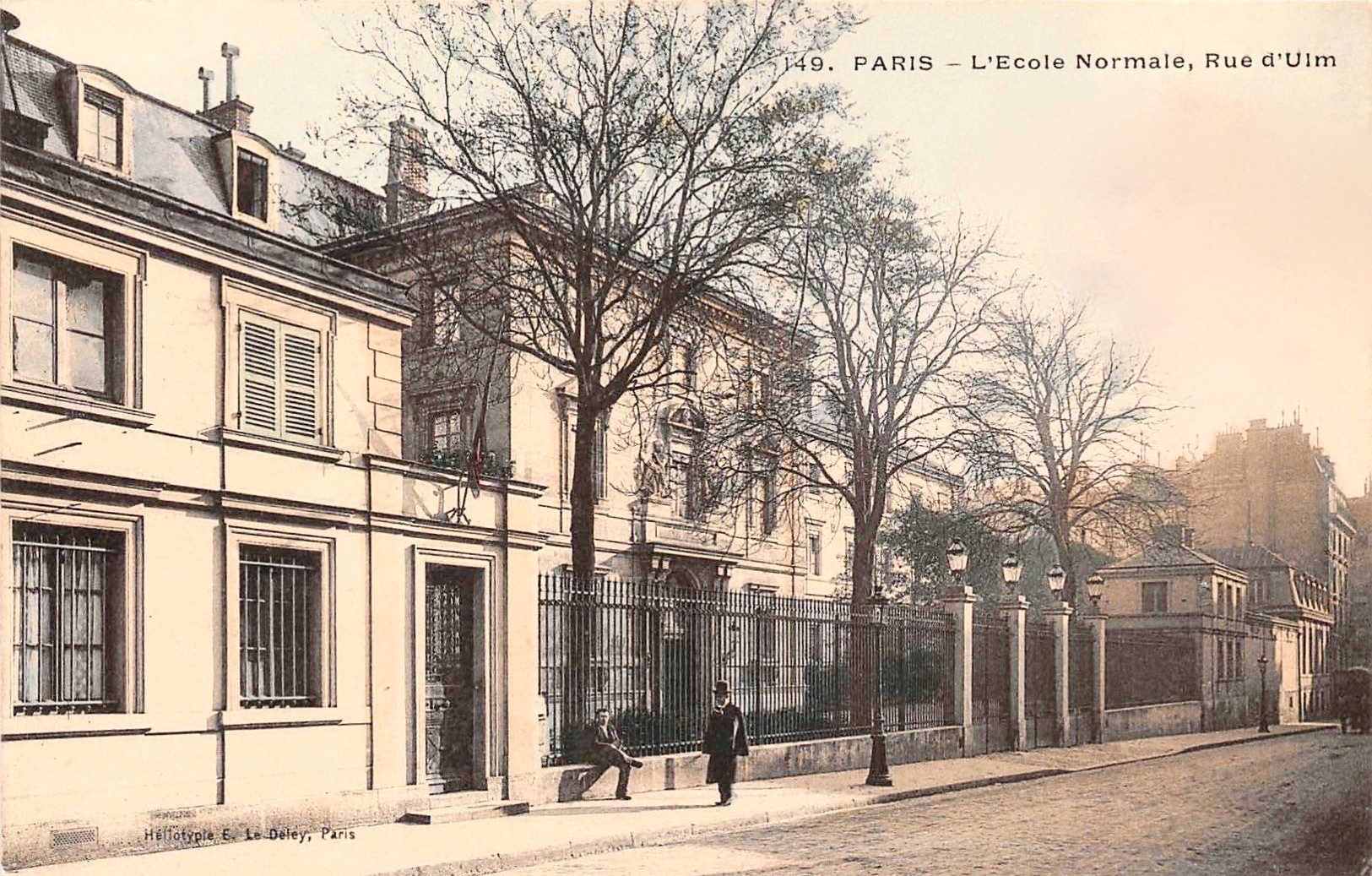
Высшая нормальная школа. Открытка начала XX века

В конце января 1916 года Женевуа принёс в издательство рукопись романа, первоначально прошедшего проверку военной цензуры, которая потребовала заменить все имена и удалила значительный объём текста. Единственное оставшееся в романе реальное имя — это имя фронтового друга Мориса, Робера Поршона, который упоминается также и в посвящении романа:
Памяти моего друга Робера Поршона, отмеченного в приказе по армии за его «восхитительное мужество», погибшего в Эпарже 20 февраля 1915 года.
Оригинальный текст (фр.)À la mémoire de mon ami Robert Porchon, cité à l’ordre de l’Armée pour sa “bravoure admirable”, tué aux Éparges le 20 février 1915.
Выдержки из романа были опубликованы 15 апреля 1916 года в журнале Revue de Paris, а в конце того же месяца полный текст был издан отдельной книгой издательством Hachette. Критика благосклонно приняла первое произведение молодого писателя — так Андре Бонье восторженно отозвался о его стиле в выпуске газеты L’Écho de Paris от 29 июня 1916 года. Текст романа был переиздан уже в 1918 году, а в 1925 году вышло издание, в которое были возвращены удалённые цензурой фрагменты.

### Возвращение на малую родину

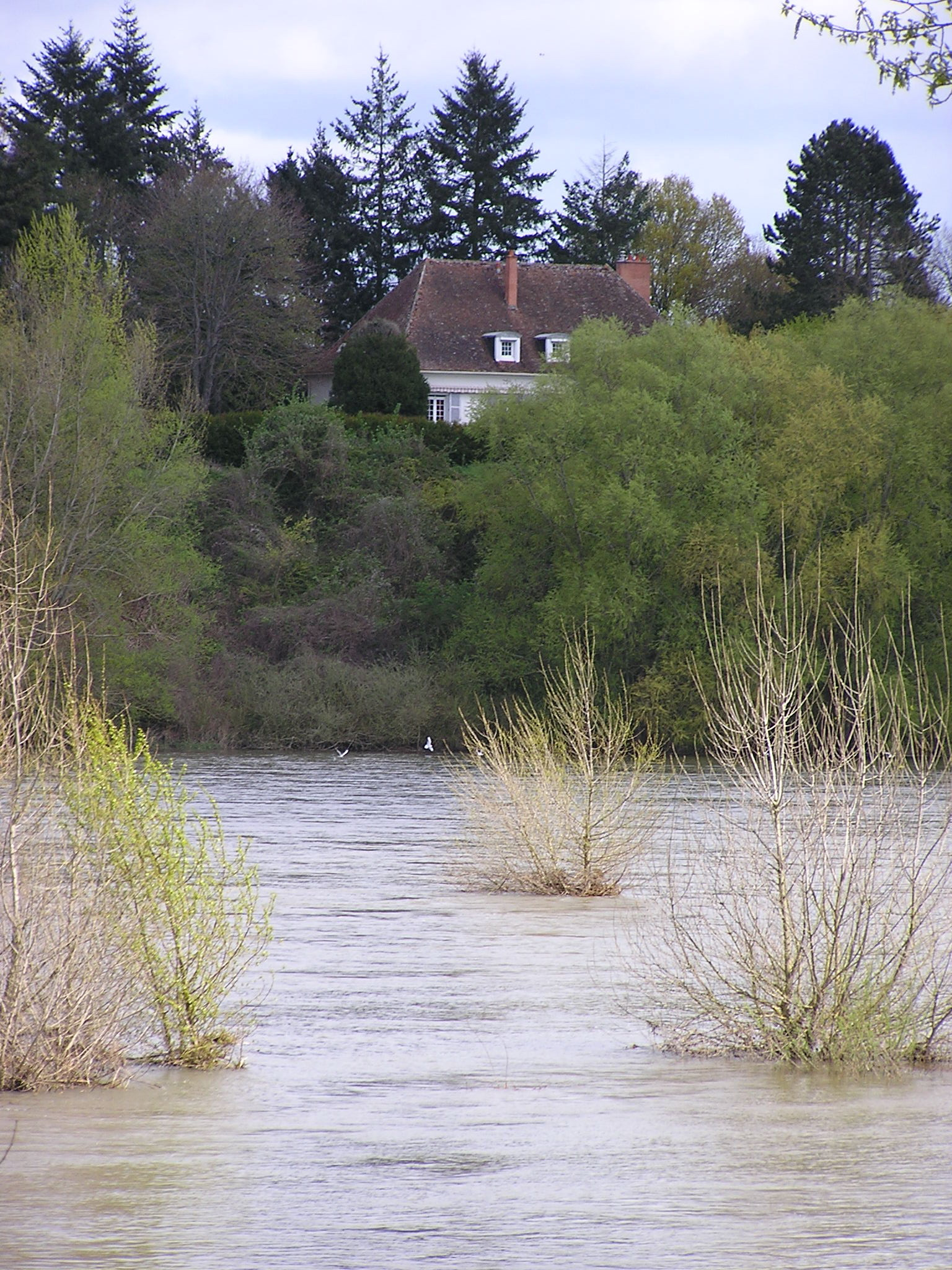
Дом Мориса Женевуа на берегу Луары в Вернее

В конце 1918 года Морис покинул Париж и отправился на свою малую родину, в отцовский дом в Шатонёф-сюр-Луаре. Он прибыл туда 10 ноября 1918 года, а на следующий день узнал о перемирии, положившем конец Мировой войне. Писатель регулярно наведывался в Париж для общения с издателями по поводу публикации своих книг, где и заразился в начале 1919 года смертоносным испанским гриппом. Он трудно преодолевал болезнь, но благодаря усилиям врачей смог выздороветь. Из-за парализованной левой руки, он не мог заниматься физическим трудом, но годовая пенсия по инвалидности в 2000 франков не позволяла достойно жить. Поэтому он продолжил писательство. Из военного автора он превратился в писателя красот родной природы.
В 1927 году Морис Женевуа стал лауреатом престижной Гонкуровской премии за вышедший в 1925 году роман Raboliot (в русском переводе — «Кролик»), составлявшую в тот год 50 000 франков, то есть его пенсию за 25 лет. Полученные деньги он использовал для публикации полной версии пенталогии Ceux de 14, вернув в неё удалённые военной цензурой фрагменты, а также на поиск и приобретение собственного жилья. Он смог найти полуразвалившийся сельский дом на хуторе Верней в соседней коммуне Сен-Дени-де-л-Отель, привёл его в порядок и перебрался туда. В этом доме на берегу Луары он прожил долгие годы и написал бо́льшую часть своих романов. Первые годы Морис жил там со своим котом по кличке Рру (Rroû — искажённое от roux — «рыжий»), именем которого назвал один из первых романов этого периода, который принёс ему премию Поля Фла в 1931 году.
В 1936 году Морис Женевуа познакомился с врачом Ивон Луиз Монрозье, на которой женился 25 августа 1937 года. 9 августа 1938 года Ивон Луиз умерла от болезни сердца. В марте 1939 года Женевуа отправился в путешествие по Канаде. После вступления Франции во Вторую мировую войну и её оккупации Германией он решил покинуть Верней, оказавшийся в оккупированной зоне, и перебрался в Сен-Виктор-э-Мельвьё (департамент Аверон на юге страны), где жили его тесть и тёща. Там он познакомился со вдовой Сюзан Нероль, которая была на 20 лет его моложе и у которой уже была дочь от первого брака по имени Франсуаз. Морис и Сюзан вернулись в Верней, обнаружив дом разграбленным. 27 февраля 1943 года Морис вступил с Сюзан в свой второй брак, в котором 17 мая 1944 года родилась дочь Сильви, ставшая впоследствии известной журналисткой.

### Французская академия
С 7 ноября 1944 года Морис Женевуа предпринимал попытки стать членом Французской академии — престижнейшего научно-литературного сообщества, основанного ещё в 1635 году. После нескольких неудач, ему наконец удалось стать её членом 24 октября 1946 года, одновременно с Этьеном Жильсоном, заняв кресло № 34. В 1950 году он вместе с семьёй переселился в Париж. В октябре 1958 года Морис Женевуа стал непременным секретарём (председателем) Академии, сменив на этом посту скончавшегося Жоржа Леконта.

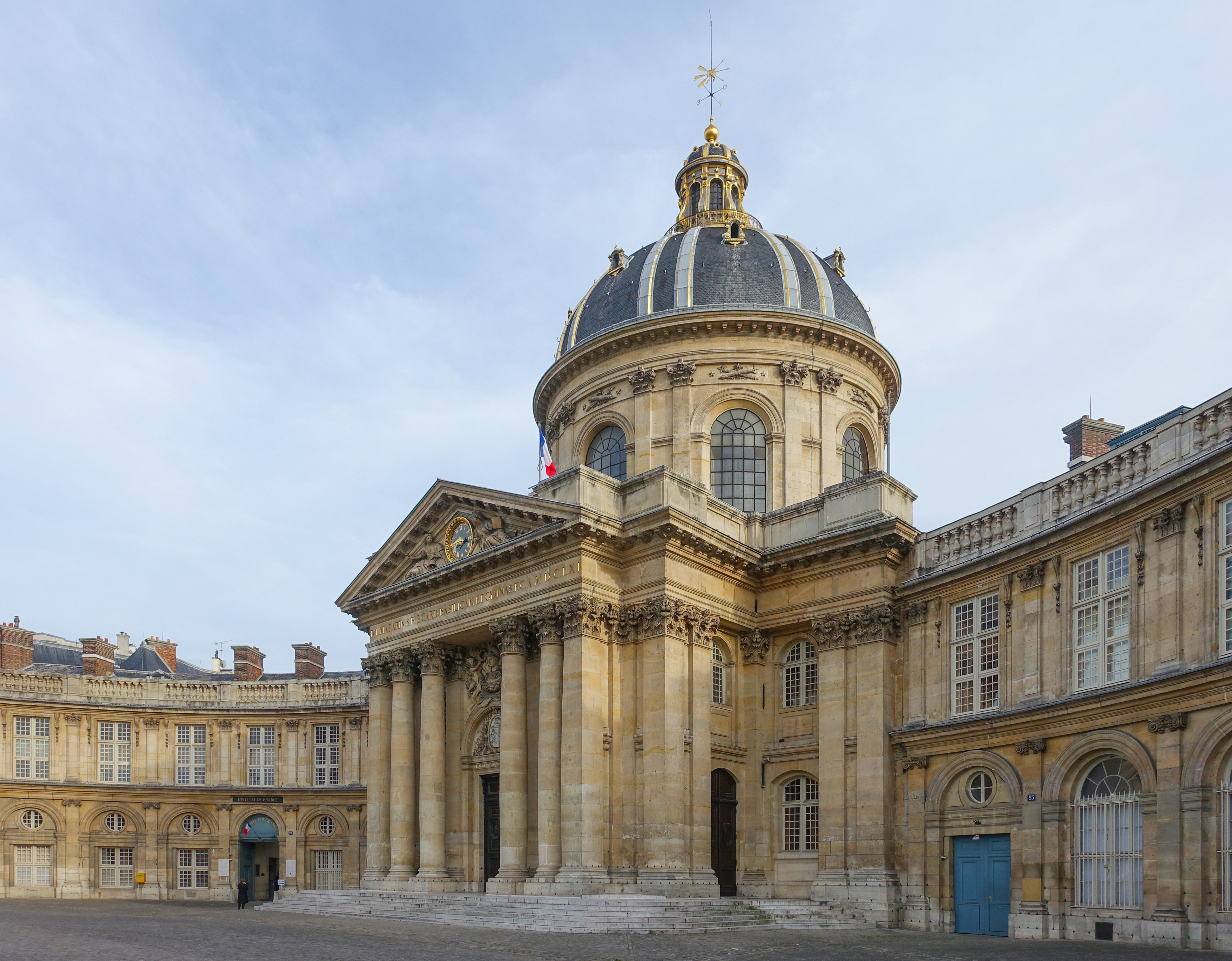
Здание Института Франции, где проходят заседания Французской академии

В 1952 году был председателем жюри на Каннском кинофестивале. С 1958 по 1963 год Женевуа занимался отбором из числа кандидатов на получение всех премий Французской академии (за поэзию, за роман, за историческое сочинение и других). В 1966 году по его инициативе Президентом республики Шарлем Де Голлем был создан Высокий комитет по защите и распространению французского языка (фр. Haut Comité pour la défense et l’expansion de la langue française), возглавленный премьер-министром Жоржем Помпиду, в состав которого вместе с Пьером Оже, Фернаном Броделем и Анри Кефлеком вошёл Женевуа. В том же году он был избран председателем Международного совета французского языка, задачей которого стала борьба с засилием англицизмов, создание и распространение французской научной терминологии.
Вместе со своим неприятием английского в качестве международного языка, Женевуа понимал необходимость языка для общения между народами. Вариантом такого языка Женевуа считал эсперанто. Так, в своём интервью французской телерадиосети RDF 18 февраля 1955 года он в частности говорил:
То, чего я хочу, чего я искренне желаю, чего я желаю от всего сердца, это чтобы народы прежде всего заботились обо всём, что может их сблизить, что может привести их к взаимопониманию и взаимной терпимости. И в этой сфере второй язык, действительно международный и всеобщий, совершенно очевидно, мог бы стать бесценным благом для будущих поколений  [...] Эсперанто на повестке дня.Оригинальный текст (фр.)Ce que je souhaite, et ce que je souhaite vivement, ce que je souhaite de tout mon cœur, c’est que les Nations se soucient d’abord de tout ce qui peut les rapprocher, de tout ce qui peut les amener à une compréhension et à une tolérance mutuelles — et dans ce domaine-là une seconde langue, vraiment internationale et commune, peut être — cela va de soi — d'extrême conséquence, d’une bienfaisance sans prix, pour les générations à venir [...] L’Espéranto est à l’ordre du jour.
Несмотря на то, что пост непременного секретаря является пожизненным, Женевуа решил досрочно и добровольно покинуть его и ушёл в отставку 27 сентября 1973 года, сосредоточившись на литературной деятельности.

### Возвращение в Верней и смерть

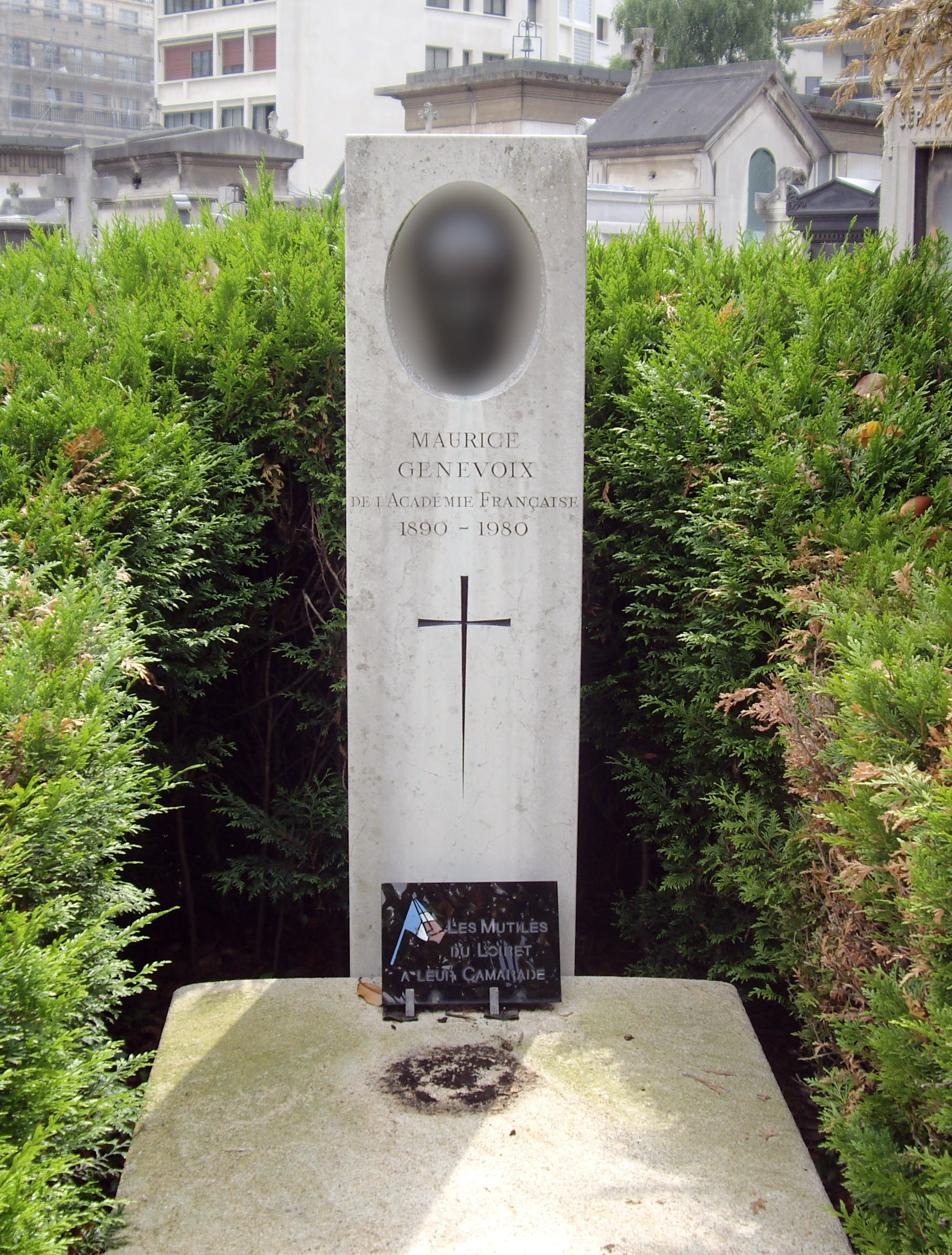
Могила Мориса Женевуа на кладбище Пасси в Париже.

После отставки Морис Женевуа вернулся в свой дом в Вернее. Там он продолжал заниматься писательской деятельностью — из-под его пера в этот период вышли такие произведения, как Un Jour (1976), Lorelei (1978) и Trente mille jours (1980). В возрасте 89 лет он задумал новый большой роман с главами о детстве и юности, который он хотел снабдить эпиграфом из Виктора Гюго:
одна из привилегий старости  — это обладать, помимо старости, всеми остальными возрастами.Оригинальный текст (фр.)l'un des privilèges de la vieillesse, c'est d'avoir, outre son âge, tous les âges.
Морис Женевуа скончался во время отпуска, который он проводил в своём доме в Ансудиа-Кансадесе, недалеко от Хавеи на юге Испании. Вплоть до последних дней он сохранял ясность мыслей и рассудок. Прах писателя был доставлен на родину и погребён на кладбище Пасси под Парижем.

### Перенесение праха в Пантеон
6 ноября 2018 года, накануне сотой годовщины окончания Первой мировой войны, президент Французской Республики Эмманюэль Макрон объявил о запланированном на 2019 год переносе праха Мориса Женевуа в Пантеон. Позднее церемония была перенесена на 11 ноября 2020 года. Накануне этой даты гроб с прахом писателя был извлечён из могилы на кладбище Пасси, где он простоял 40 лет, и перевезён в актовый зал Высшей нормальной школы, где он провёл ночь с 10 по 11 ноября 2020 года.
Специально для этого события у немецкого художника Ансельма Кифера были заказаны шесть витражей, вдохновлённых различными эпизодами войны. Французский композитор из Лотарингии Паскаль Дюсапен сочинил хорал In nomine lucis (с лат. — «Во имя света»), созданный по мотивам произведений итальянского композитора Джачинто Шельси 1974 года, — он был записан музыкантами Парижской филармонии и камерного хора «Accentus» и транслировался над окрестностями Пантеона через 70 громкоговорителей. Во время движения процессии по улице Сюффло оркестром Республиканской гвардии были исполнены фрагменты из оркестровой пьесы «Пер Гюнт» Эдварда Грига.

## Творчество
Творчество Мориса Женевуа можно назвать свидетельствами: свидетельства о детской жизни в сельской местности на берегу Луары в конце XIX века, свидетельства о первых месяцах Великой войны, сцены природы и охоты в Солони и в Канаде, повседневная жизнь во французских колониях. На первый взгляд может показаться, что творчество автора ограничено личными воспоминаниями об увиденном, но на самом деле написанию каждой книги предшествовала длительная и кропотливая работа с документами.

### Война
Творчество Женевуа на начальном этапе посвящено одной теме — ужасам войны. Всего к этому циклу относятся пять произведений, написанных в 1916—1923 годах, и объединённых позднее в цикл Ceux de 14: Sous Verdun (1916), Nuits de guerre (1917), Au seuil des guitounes (1918), La Boue (1921), Les Éparges (1923).
Морис писал документальное свидетельство. Он пользовался своим фронтовым дневником, но ему удавалось извлекать из глубин памяти многое, чего не было в лаконичных дневниковых записях. Например, вот цитата из дневника Женевуа за воскресенье 4 октября 1914 года, во французском оригинале в ней лишь 17 слов:
Колокола. Казамажор погиб. Перестрелка. Вечером пушки. Галлюцинации. Мысль о Казе преследует меня.
Оригинальный текст (фр.)«Les cloches. Casamajor est mort. La fusillade. Le soir fusées. Hallucinations. La pensée de Casa me poursuit.
Получившийся из этой записи текст в романе занимает 14 страниц.
Ещё одним источником для автора были его собственные письма, отправленные в течение 1914—1915 годов своему профессору в Высшей нормальной школе Полю Дюпюи. Дюпюи сберёг все письма, получив от директора школы Эрнеста Лависса распоряжение сохранять всю фронтовую корреспонденцию от учеников и выпускников школы.
Из желания поведать миру о пережитом, Морис Женевуа принялся писать. Некоторые исследователи расценивают его фронтовую прозу как своеобразную библиотерапию — стремление избавиться от ужасов пережитого путём перенесения его на бумагу. Вместе с тем, окопная правда Женевуа является одним из наиболее ценных свидетельств ужасов войны.
Тексты первых изданий романов, вышедших ещё во время Первой мировой, подверглись серьёзной цензурной обработке. В частности, были заменены на вымышленные все имена (около сотни), удалены сцены паники и мародёрства, упоминания отдачи командованием бессмысленных необъяснимых приказов и некоторые другие. В общей сложности было удалено и серьёзно отредактировано 269 страниц в первом издании. В 1925 году вышло издание Ceux de 14, в которое были возвращены удалённые цензурой фрагменты.
Сам Женевуа в длинном 12-страничном представлении книги Андре Дюкасса, Жака Мейера и Габриэля Перрё Vie et mort des Français 1914—1918 : Simple histoire de la Grande Guerre (с фр. — «Жизнь и смерть французов 1914—1918: Простая история Великой войны») писал, что он предпочитает «честные, скрупулёзные, великодушные и полные опыта очевидцев» книги по истории. Там же он приводит фразу из рассказа Жака Мейера La guerre, mon vieux: «Война, старина… ты хорошо знаешь, что это было. Но когда мы умрём, кто ещё об этом узнает?».

### Книги о французских регионах

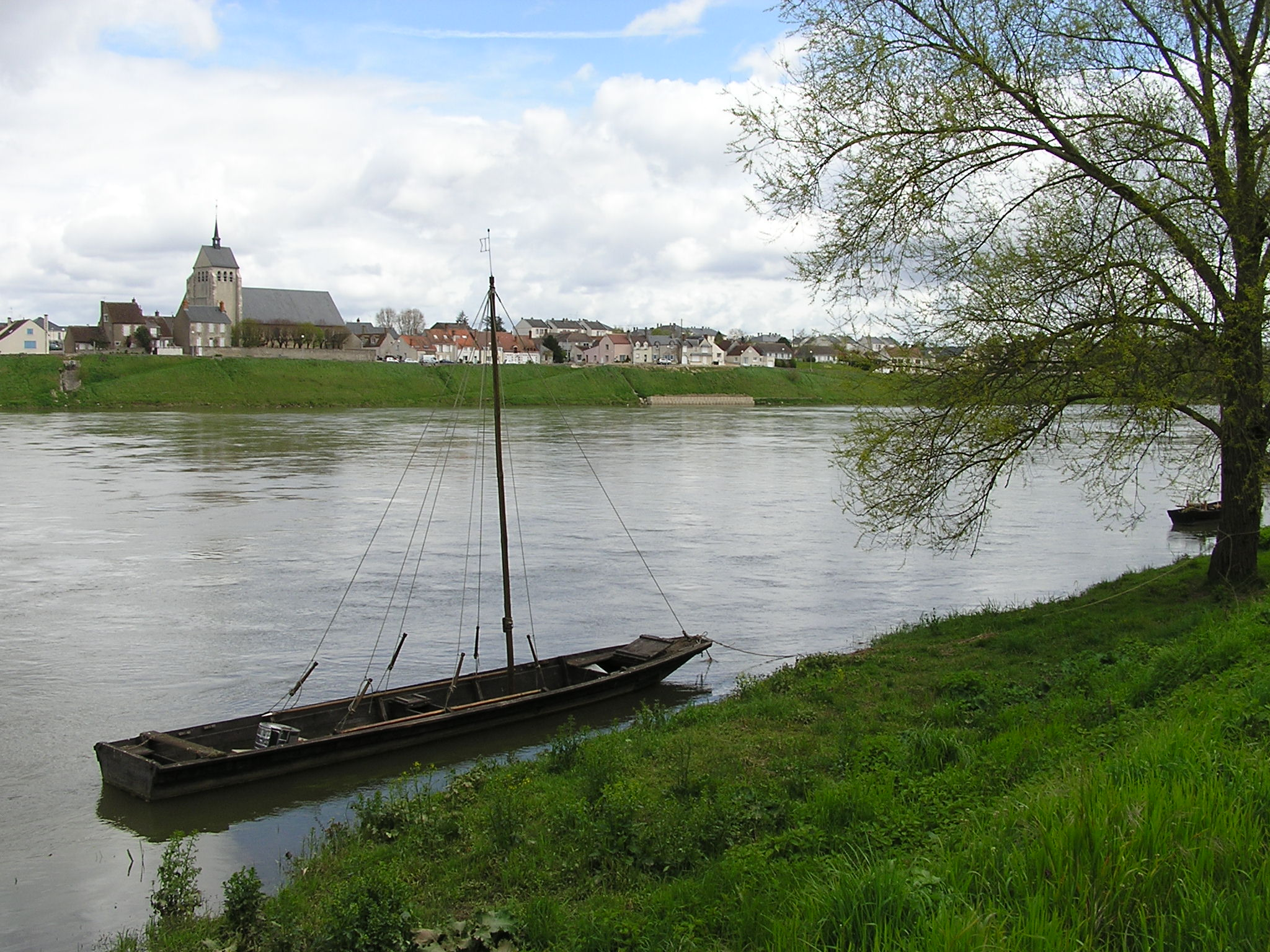
Река Луара — «героиня» многих романов Мориса Женевуа.

Второй период в творчестве Мориса Женевуа начался с публикации в 1922 году романа Remi des Rauches, повествовавшего о наводнении Луары в сельском районе, которое уничтожает всё построенное за десятилетия и века. Этот роман, хоть и продолжает тему войны (наводнение — как её аллюзия), в первый раз в творчестве писателя обращается к мирным временам и открывает цикл о сельской Франции. За него Морис был удостоен Блюменталевской премии в области литературы.
Вершиной этого периода стал роман Raboliot — одно из немногих произведений автора, переведённых на русский язык (опубликован в 1926 году под названием «Кролик»), — принёсший писателю Гонкуровскую премию. В романе рассказывается о скрывающемся в лесах браконьере. Для анти-героя романа скрываться — это единственный способ оставаться свободным человеком.
Следом последовали ещё несколько романов о жителях долины Луары, которые позволили критикам именовать Женевуа автором-почвенником, одним из авторов книг о французских регионах. Однако сам он всю жизнь боролся с такой характеристикой своего творчества.

### Книги о путешествиях
Морис Женевуа хотел преподавать за рубежом. Из-за своего ранения ему пришлось выбрать другую профессию, но он навсегда сохранил страсть к путешествиям. Его первым большим заграничным вояжем стало посещение Северной Африки в 1934 году, следом за ней — поездка в 1939 году в Канаду, Гаспе и Скалистые горы. Из его встреч с охотниками, «в которых соединялось добродушие и агрессивная угрюмость», появился роман La Framboise et Bellehumeur (1942). Позже он посетил Чёрную Африку — в 1947 году Сенегал, Гвинею и Судан, а через несколько лет, в 1954 году — Нигер. Из путешествия в Гвинею родился роман Fatou Cisse, посвящённый условиям жизни женщин в Чёрной Африке. В 1945 году Женевуа также побывал в Швеции, а в 1960 году — в Мексике. Но более всего он оказался очарован дикими просторами Канады, в которых было то, что ценил для себя сам писатель — леса, реки и свободные звери.

### Поэмы
Свой талант поэта Морис Женевуя продемонстрировал в романах в стихах (Forêt voisine, La Dernière Harde, La Forêt perdue), которые он написал в Вернее.
В интервью, посвящённом выходу стихотворного романа La Forêt perdue, он говорил, что поэзия для него сродни волшебству. Некоторые критики полагали, что эти поэмы, в которых автор уделил основное место описанию жизни животных и охоте, особенные в творчестве Женевуа. La Dernière Harde, несмотря на свой незамысловатый сюжет, очень трогательный, а La Forêt perdue обладает особой эпичностью, так что некоторые исследователи называли его величайшим творением Мориса Женевуа.
Эти произведения автора полны мечтательности. «Эта история — моя мечта с самого первого слова», — писал он в предисловии к La Forêt perdue. Описания красот Луары, которым посвящено много места в этих произведениях, приглашают помечтать.

## Темы

### Детство

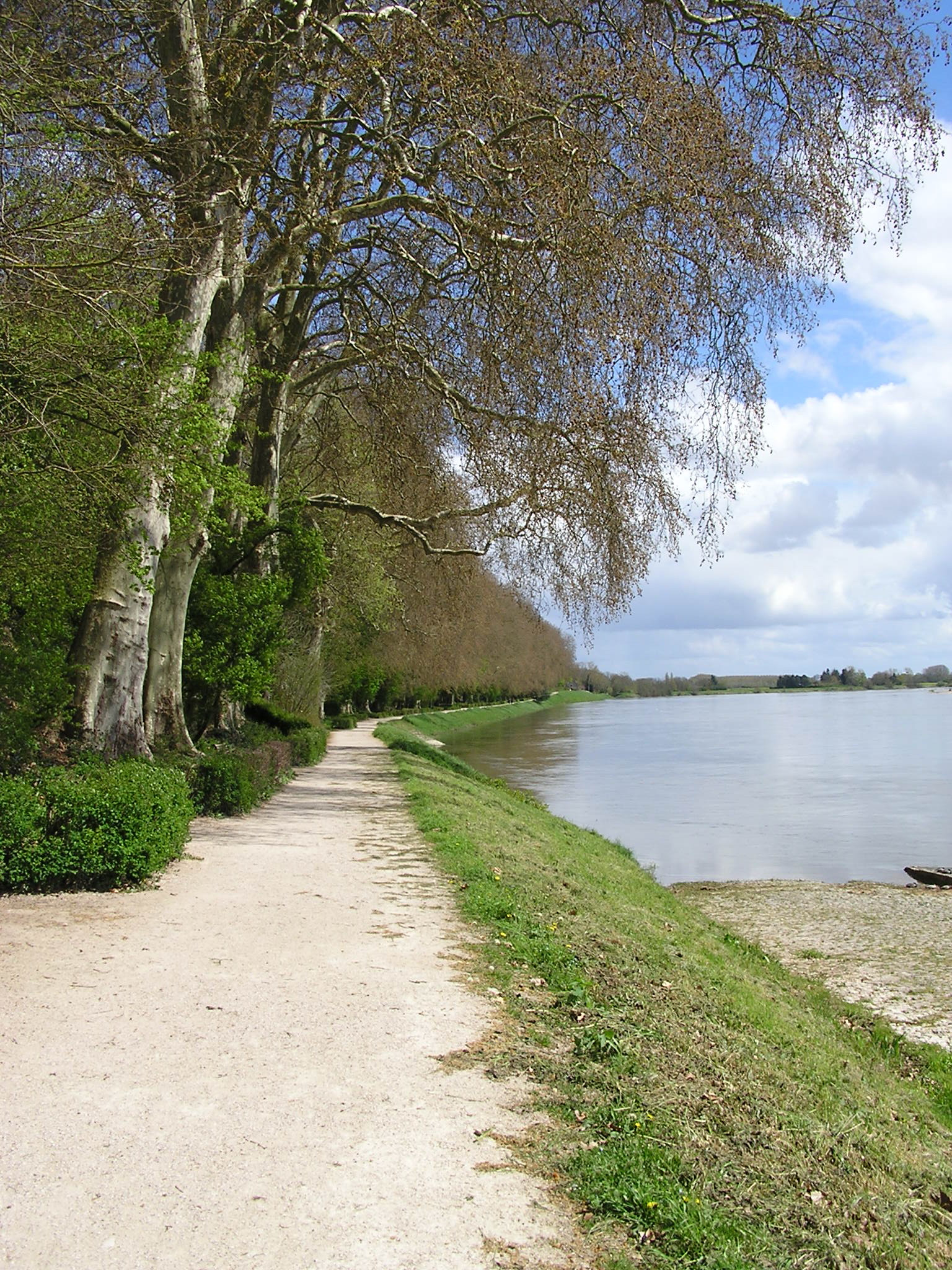
Шастен — одно из любимых детских мест писателя.

Своё вдохновение Мориса Женевуа черпал из детства:
Стоит мне подумать о нём, чтобы окунуться в то далёкое опьянение: радость жизни, растущего бытия, хмельной и вечной весны. И как же мне не окунуться в  это сладчайшее головокружение? Это же детство!Оригинальный текст (фр.)Il suffit que j’y songe encore pour retrouver une très lointaine ivresse : de joie de vivre, d’augmentation de l'être, de capiteux et éternel printemps. Et comment me tromper à ce délicieux vertige ? C’est l’enfance!
Автор считал, что вышел из детства, сравнивая его с гиперчуствительной мембраной.
Не так много романов, где бы Женевуа не делал прямых отсылок к собственному детству: в романах Remi des Rauches и La Boîte à pêche (1926) он вспоминает о тех местах на берегу Луары, где он любил рыбачить; к этой же теме возвращается в La Ronce, Le Chastaing или в L’Herbe Verte. В романе Les Compagnons de l'Aubépin (1938) он снова вернулся к этой теме, вспоминая посиделки мальчиков на берегу реки — «доверительные и рыцарственные».
В книге L'Aventure est en nous в чертах её героя Франсуа Монсерра угадываются черты лицеиста Мориса Женевуа — жизнерадостного и беспокойного. Но также и в поздних произведениях, таких как Trente mille jours и Jeux de glaces есть самые нежные воспоминания о детстве. Из детства, по мнению автора, происходит и искреннее отношение к друзьям — от Поршона в первом романе Женевуа Sous Verdun до Обеля в Un Jour.

### Смерть
С самого раннего детства смерть была спутницей Мориса Женевуа. В возрасте четырёх лет, в 1894 году он заболел дифтерией и едва избежал встречи со смертью. Через пять лет Морис играл с приятелям, прыгая с крыши — и в результате сломал ногу. После снятия гипса врачи рекомендовали родителям лечить онемение мышц при помощи компресса из горячей крови, и те отвезли ребёнка на скотобойню, где Морис впервые увидел текущую кровь. В двенадцатилетнем возрасте Морис потерял умершую при родах мать и едва родившуюся сестру.
Но, разумеется, на фронте смерть стала наиболее пугающей и вместе с тем рутинной. Она представлялась «ледяной пустотой» (фр. vide glacial), которая остаётся после падения убитого товарища и которая всегда тебя преследует. Позднее тот же образ Женевуа использовал в описании охоты в романе La Dernière Harde, в которой оленёнок, убегавший вместе с матерью от охотников, почувствовал
ледяную пустоту, невероятно глубокую, которая последовала за его порывом.
Оригинальный текст (фр.)vide glacial, extraordinairement profond, qui le suivait dans son élan.
Тема смерти проходит через всё творчество Женевуа, но пожалуй, наиболее подробно он разбирает её в эссе 1972 года La Mort de près (с фр. — «Смерть вблизи»):
Не ждите от меня ни размышлений о смерти, я предлагаю каждому заняться ими самостоятельно, ни откровений на том рубеже, из-за которого нет возврата. Это всего лишь повествование, скрупулёзная передача фактов на границе неизвестности, и может быть чуть дальше её.Оригинальный текст (фр.)Que l'on n'attende pas de moi des méditations sur la mort que je laisse au gré de chacun, pas davantage de révélations aux frontières d'un passage sans retour, rien d'autre qu'une narration, un récit scrupuleux des faits qui m'ont conduit à frôler cette frontière jusqu'au seuil de l'inconnu, et peut-être un peu au-delà.

### Природа

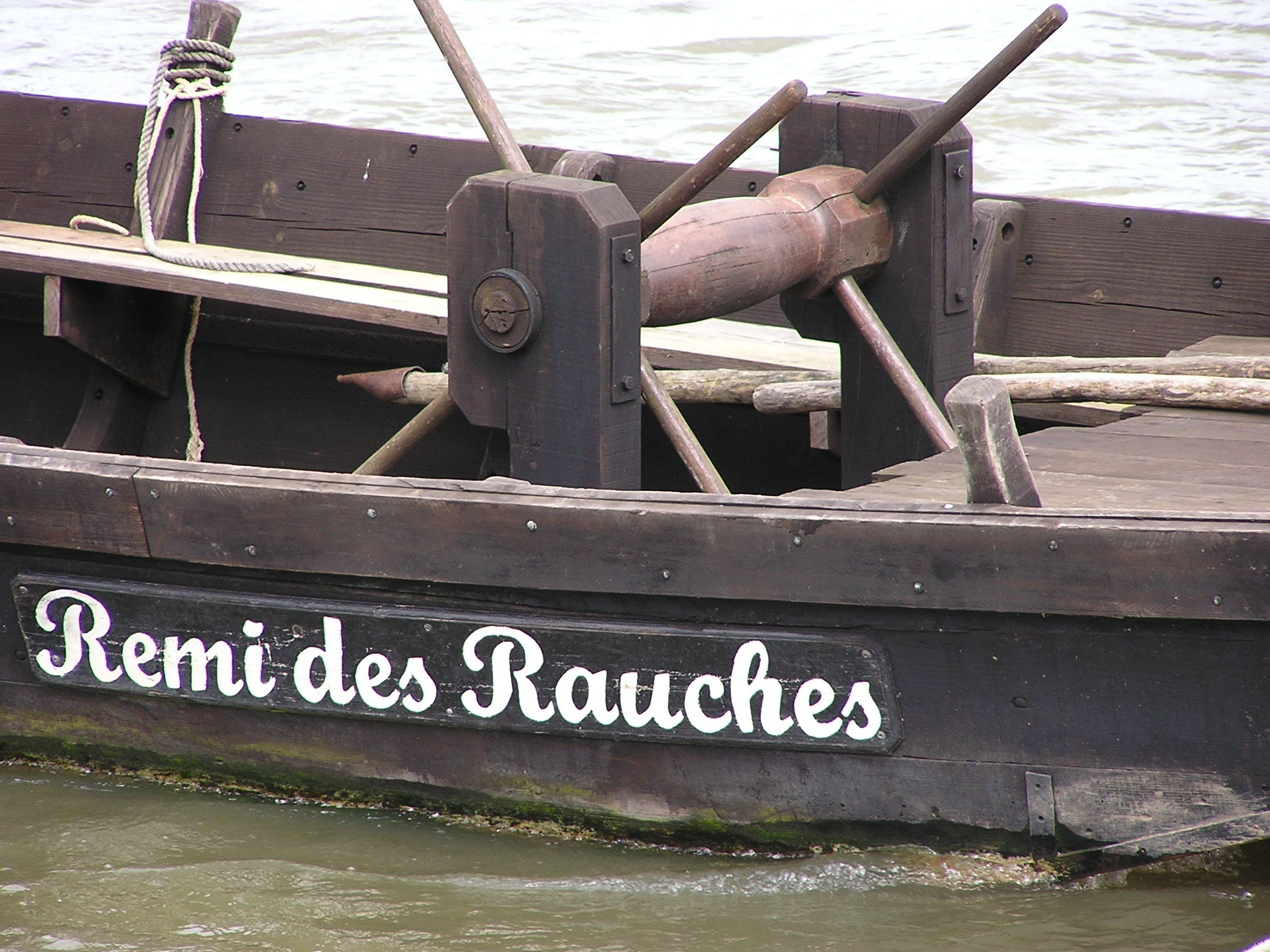
Лодка Remi des Rauches, названная по роману Мориса Женевуа и построенная к его столетнему юбилею

Все романы Мориса Женевуа — это гимны жизни, где воспевается её сложность и «животная гуманность». Несмотря на то, что Женевуа нередко называли «лирическим натуралистом», он старался избегать сложной стилистики ради природной поэзии и гармонии. В своих произведениях он стремился показать и выразить глубинные чувства, понять природу животного, придать ему антропоморфные черты, которые позволяли читателю лучше понять животное — будь то олень или кот.
Наиболее ярко это проявилось в Le Roman de Renard — переработке средневекового «Романа о Ли́се», где герой бьётся за свою свободу, — тема, развитая в дальнейшем в романе La Dernière Harde. По мнению Эрве Базена, Женевуа — один из лучших французских писателей-анималистов, стоящий вровень с Луи Перго.
Несмотря на то, что в романах Женевуа часто речь идёт об охоте, писатель говорил, что не любит её. Она напоминала ему войну, в которой ему пришлось принять участие в молодости. Ему нравился сам процесс выслеживания животных, но не кровожадность убийства.

### Память
Одной из основных тем Женевуа на протяжении всего его творчества остаются память и воспоминания. Используемые им слова демонстрируют работу по сохранению памяти и свидетельствованию — как в сборнике Bestiaires (в русском переводе — «Зверинец»), за которым следует Bestiaire sans oubli («Незабываемый зверинец»). Он сохранял следы своего прошлого — в частности, школьные тетради, а также все рукописи и записки, создававшиеся в процессе написания романов. Для него человек — это «список того, что он в состоянии передать».

## Литературное влияние

### Детство и юность
Морис вспоминал, что в детстве на него сильное влияние оказали «Дитя лесов» Эли Берте и «Книга джунглей» Редьярда Киплинга, которые пробудили в нём страсть к природе и путешествиям. Позднее, в подростковом возрасте, у него появилась склонность к написанию стихов, на что повлияло чтение Альфонса Доде и позднее — Оноре де Бальзака. Он также открыл для себя таких авторов, как Стендаль, Лев Толстой и Флобер. Морис Женевуа оказался зачарован их способностью передавать свои мысли через посредничество литературных героев.
Позднее его преподавателем в орлеанском лицее Потье был Эмиль Мозелли (настоящее имя Эмиль Шенен) — автор романа «Жан де Бреби», за который он в 1907 году удостоился Гонкуровской премии. В музее Мориса Женевуа присутствует его письмо, датированное 28 мая 1916 года, в котором Мозелли обратился к автору только что опубликованного романа Sous Verdun:
Мне бы хотелось узнать, не являются ли автор Sous Verdun и малыш Женевуа — умный и живой ученик, которому я преподавал в Орлеане, — одним и тем же человеком. Если это так, позвольте мне нежно и сильно обнять лейтенанта Женевуа и поблагодарить за его мужество и душевность. Позвольте мне прежде всего сказать студенту Женевуа, что он уже большой писатель, из рода великих писателей и что однажды его учитель будет очень за него горд.
Оригинальный текст (фр.)Je désirerais savoir si l'auteur de Sous Verdun et le petit Genevoix, l'élève intelligent et vif que j'ai eu comme élève à Orléans, ne sont qu'une seule et même personne. Dans ce cas, permettez-moi d'embrasser tendrement et fortement le lieutenant Genevoix pour l'âme vaillante qu'il me révèle. Permettez-moi surtout de dire au Normalien Genevoix, qu'il est déjà un grand artiste, de la race des beaux écrivains, et que son maître un jour sera très fier de lui.

### Университет
В студенческие годы Женевуа изучал Мопассана и даже посвятил ему выпускную работу. Он ценил простоту слога Мопассана, его искренность и естественность. Но отголоски творчества Мопассана в произведениях Женевуа «менее горьки и более человечны».
Вместе с тем, Женевуа в студенческие годы осознавал ограниченность своего литературного опыта, а потому дистанцировался от традиционных для студентов диспутов. Он избегал психоанализа и подтрунивал над теми коллегами, которые уверяли, что точно знают, как именно надо писать.

## Стиль
Стиль реалистических произведений Женевуа чёток и объективен, однако автор с удовольствием приправлял свои романы-поэмы и романы о природе чувственностью. Он использовал поэтические приёмы, позволяющие показать описываемое в его непрекрытой реальности. Писать для него означало доводить до сознания читателя свои самые редкие и самые сокровенные мысли. Он осознавал особенность своего ви́дения и не входил в число тех авторов, кто гонится за сложностью языка исключительно для того, чтобы показать своё умение владеть им. Его тексты свежи и искренни.
Его слог твёрд и прост. В рукописях мало правок. Сам автор это пояснял так:
Но это доказывает лишь одно: что я фиксирую фразу, чёрным по белому, лишь после того, как мысленно её обработаю, выстрою, утвержу, исправлю. Правки, исправления — это всего лишь последняя чистка — как подпиливают и шлифуют заусенцы после плавки.Оригинальный текст (фр.)Mais cela ne prouve qu'une chose : c'est que je ne fixe la phrase, noir sur blanc, qu'après l'avoir élaborée mentalement, orientée, affermie, retouchée. Les ratures, les corrections, ne sont guère qu'une dernière toilette : comme on lime ou polit les bavures, après la fonte
Тексты Женевуа наполнены целомудренным и спокойным лиризмом. Он с удовольствием использовал устаревшие и диалектные слова, усиливавшие эффект. Морис Женевуа подбирал слова, точно характеризовавшие описываемое. Критики порой укоряли автора за излишнюю семантическую виртуозность в некоторых его романах, и он сам признавал за собой такой грешок — например, на последних страницах романа Sanglar. Тем не менее, такие окказионализмы позволяли автору добиваться нужного эффекта, в частности, в романах о Средневековье — таких, как Le Roman de Renard и La Forêt perdue.

## Место в литературе XX века

### Морис Женевуа среди писателей Первой мировой войны
Женевуа вспоминал, что в момент вручения ему Блюменталевской премии за роман Remi des Rauches, к нему подошёл Андре Жид и сказал, что по его мнению военную литературу нельзя вообще считать художественной литературой, но что роман Женевуа заставил его изменить мнение. И напротив, считалось, что художественная литература несовместима с исторической правдой — цикл Женевуа Ceux de 14 был одним из первых литературных произведений, покачнувший эту казавшуюся неоспоримой мысль. В военных книгах Женевуа удалось соединить документальную правду с литературным мастерством высокого уровня.
Селин относил Женевуа к величайшим авторам, описавшим Первую мировую войну глазами простого солдата (наравне с Барбюсом, Ремарком и Юнгером). Исследователь Жан Нортон Крю, сам участник Первой мировой войны, провёл в 1920-х годах исследования 304 литературных произведений 252 авторов, посвящённых этой войне. Он оценивал соответствие художественных текстов документальным фактам, и творчество Мориса Женевуа получило у него высшую оценку (6 из 6 возможных).

### Морис Женевуа как писатель-почвенник
После первых романов, посвящённых ужасам войны, Женевуа перешёл к другой теме. В межвоенный период он в основном описывал общность взаимоотношений человека и природы, искал ответы другими средствами на вопросы о человеческом поведении.
Женевуа оказался среди авторов, которых характеризуют как «почвенники» или «регионалисты», продолжая традицию, заложенную Жорж Санд. Такие писатели описывают приверженность героев «естественному порядку вещей», их сопротивление наступающей цивилизации. Критики связывают наиболее ярких проводников этой концепции с определённым художником: Рамю — с Сезанном, Боско — с Ван Гогом, Женевуа — с Вламинком. Но почвенники часто являются и настоящими описателями нравов — так у Женевуа таким стал браконьер Кролик (Raboliot) в одноимённом романе.
Порой у Женевуа реализм уступает место символизму, романтизму. Символ или знак, как называл его Женевуа в романе Un Jour, остаётся основным способом связи между человеком и всем сущим. В романах Женевуа порой кажется, что время остановилось.

## Сочинения

### Романы и рассказы
Список романов и сборников рассказов Мориса Женевуа (по данным Французской академии):
- Sous Verdun. — Paris: Flammarion, 1916).
- Nuits de guerre (Hauts de Meuse). — Paris: Flammarion, 1917.
- Au seuil des guitounes. — Paris: Flammarion, 1918.
- Nuits de guerre. Sous Verdun (août-octobre 1914). — Paris: Flammarion, 1918.
- Jeanne Robelin. — Paris: Flammarion, 1920.
- La Boue. — Paris: Flammarion, 1921.
- Rémi des Rauches (Flammarion). — 1922.
- Les Éparges. — Paris: Flammarion, 1923.
- Euthymos, vainqueur olympique. — Paris: Flammarion, 1924. (переиздания под заголовком Vaincre à Olympie)
- La Joie. — Paris: Flammarion, 1924.
- Raboliot. — Paris: Grasset, 1925.
- La boîte à pêche. — Paris: Grasset, 1926.
- Les mains vides. — Paris: Grasset, 1928.
- Cyrille. — Paris: Flammarion, 1929.
- L’Assassin. — Paris: Flammarion, 1930.
- H.O.F. — Les Étincelles, 1931.
- Rroû. — Paris: Flammarion, 1931.
- Gai-l’Amour. — Paris: Flammarion, 1932. (переиздания под заголовком Deux fauves)
- Forêt voisine. — Paris: Flammarion, 1933.
- Marcheloup. — Le Livre contemporain, 1934.
- Tête baissée. — 1935. (переиздания под заголовком Un homme et sa vie)
- Le jardin dans l’île. — 1936.
- Bernard. — 1937. (переиздания под заголовком Un homme et sa vie)
- La dernière harde. — Paris: Flammarion, 1938.
- Les compagnons de l’Aubépin - récit pour les écoliers. — Paris: Flammarion, 19.
- L’hirondelle qui fit le printemps. — Paris: Flammarion, 1941.
- Laframboise et Bellehumeur. — Paris: Flammarion, 1942.
- Èva Charlebois. — Paris: Flammarion, 1944. (переиздания под заголовком Je verrai, si tu veux, les pays de la neige)
- Canada - journal de voyage. — Paris: Flammarion, 1945.
- Sanglar. — Paris: Flammarion, 1946. (переиздания под заголовком La Motte rouge)
- L’écureuil du Bois Bourru. — Paris: Flammarion, 1947.
- Afrique blanche, Afrique noire - journal de voyage. — Paris: Flammarion, 1949.
- Ceux de 14. — Paris: Flammarion, 1950. (переиздание произведений Sous Verdun, Nuits de guerres, Au seuil des guitounes, La Boue, Les Éparges)
- L’Aventure est en nous. — Paris: Flammarion, 1952.
- Fatou Cissé. — Paris: Flammarion, 1954.
- Vlaminck. — Paris: Flammarion, 1954.
- Images pour un jardin sans mur. — Pierre de Tartas, 1956.
- Le Roman de Renard. — Paris: Presse de la Cité, 1958.
- Au fil de la Loire. — Les Heures claires, 1958.
- Mon ami l’écureuil. — 1959.
- Routes de l’aventure. — Les Heures claires, 1959.
- Au cadran de mon clocher. — Paris: Presse de la Cité, 1960.
- Jeux de glaces. — Namur: Wesmael-Charlier, 1960.
- Vaincre à Olympie. — Le Livre contemporain, 1960.
- Les deux lutins. — 1961.
- La Loire, Agnès et les Garçons. — Paris: Presse de la Cité, 1962.
- Chansons pour les enfants. — 1963.
- Derrière les collines. — Paris: Presse de la Cité, 1964.
- Christian Caillard. — 1965.
- Beau-François. — Paris: Presse de la Cité, 1965.
- La forêt perdue. — Paris: Plon, 1966.
- Images pour un jardin sans murs. — 1967.
- Tendre bestiaire. — Paris: Plon, 1968.
- Bestiaire enchanté. — Paris: Plon, 1969.
- Bestiaire sans oubli. — Paris: Plon, 1971.
- La mort de près. — Paris: Plon, 1972.
- Deux fauves. — Paris: Plon, 1973. (переиздание произведений Raboliot, L’Assassin, Gai-l’Amour)
- La Perpétuité. — Paris: Julliard, 1974.
- Un homme et sa vie. — Paris: Plon, 1974. (переиздание произведений Marcheloup, Tête baissée, Bernard)
- Un jour. — 1976.
- Lorelei. — 1978.
- La Motte rouge. — 1979. (переиздание произведения Sanglar)
- Je verrai, si tu veux, les pays de la neige. — 1980. (переиздание произведений Èva Charlebois, Laframboise, Bellehumeur)
- Trente mille jours. — 1981.

### Публикации на русском языке
В отличие от Франции, где Морис Женевуа является признанным классиком XX века, список публикации на русском языке более чем скромен. По данным Российской государственной библиотеки, лишь 2 романа были опубликованы отдельными книгами и оба — около ста лет назад:
- Кролик / Пер. с фр. С. А. Адрианова. — Ленинград: Мысль, 1926.
- Радость / Пер. с фр. Зин. Львовского и Е. Коц. — Ленинград: Время, 1927.

Кроме того: 
- Четыре рассказа из сборника «Кроткий зверинец» в переводе Норы Галь вошли в 1976 году в книгу «Французская новелла XX века. 1940—1970»[102] и в том же году они же были опубликованы в журнале «Наука и жизнь»[103].
- Два рассказа («Бобр» и «Шимпанзе») в переводе Л. Новиковой вошли в 1990 году в сборник произведений разных авторов «Рай земной»[104].
- Для студентов факультетов иностранных языков педагогических институтов в 1972 году в СССР был издан на французском языке роман Мориса Женевуа La Dernière Harde под названием «Последнее стадо»[105].

## Экранизации
Некоторые романы Мариса Женевуа послужили основой для кино- и телеэкранизаций:
- Raboliot (1945, Франция) — режиссёр Жак Даруа[фр.], в ролях: Жюльен Берто, Рене Бланкар[фр.], Лиз Деламар[фр.].
- Raboliot (1972, Франция, телефильм) — режиссёр Жан-Мари Кольдфи[фр.], в ролях: Пьер Руссо[фр.], Кристиан Буйетт[фр.], Франсуа Дирек[фр.].
- La Loire, Agnès et les garçons (1974, Франция, телефильм) — режиссёр Жан Вереье[фр.].
- Beau-François (1974, Франция, короткометражный телефильм) — режиссёр Роже Каан[фр.].
- Vaincre à Olympie (1977, Франция, телефильм) — режиссёр Мишель Сюбьела[фр.], в ролях: Жан Маре, Жорж Маршаль, Панос Миханопулос.
- Marcheloup (1982, Франция, мини-сериал).
- Lorelei (1982, Франция, телефильм) — режиссёр Жак Дониоль-Валькроз, в ролях Марина Влади, Жан-Франсуа Влерик[фр.], Кристоф Моосбруггер.
- La Loire, Agnès et les garçons (2000, Франция, телефильм) — режиссёр Патрис Мартино[фр.], в ролях: Жеральдин Саль, Матьё Крепо, Тибо Лакруа.
- Raboliot (2008, Франция, телефильм) — режиссёр Жан-Даниэль Верэг[фр.], в ролях: Тьерри Фремон, Апполин Розе, Орели Баржем[фр.].
- Ceux de 14 (2014, Франция, мини-сериал) — в ролях Тео Фриле[фр.], Сатья Дюзоже, Александр Каррьер.
- Мой котик и я[фр.] (2023, Франция, Швейцария) — режиссёр Гийом Майдачевский, в главной роли Капюсин Сенсон-Фабресс.

## Награды

### Премии

#### Премии Французской академии
- Премия Марселена Герена[фр.] — за роман Nuits de guerre. Sous Verdun : août—octobre 1914 (1918)[28][107]
- Премия Поля Фла[фр.] — за роман Rroû (1931)[28]

#### Прочие
- Блюменталевская премия (1922)[27]
- Гонкуровская премия — за роман Raboliot (1925)[58]
- Гран-при Академии Шарля Кро[фр.] — за книгу Chansons pour les enfants (1963)[28]
- Большая национальная литературная премия (1970)[28]
- В 1971 году Морис Женевуа был выдвинут в качестве кандидата на получение Нобелевской премии по литературе, однако она была вручена Пабло Неруде[108]

### Ордена и медали
- Большой крест ордена Почётного легиона (1963; великий офицер — 1948)[109]
- Большой крест ордена «За заслуги» (1971)[28]
- Командор ордена Академических пальм[28]
- Командор ордена Искусств и литературы (1959)[28]
- Военный крест 1914—1918[28]
- Памятная медаль Верденской битвы[28]

### Другое
- Олимпийский почётный диплом — высшая награда Международного олимпийского комитета (1961)[110][111]
- Большая золотая медаль Общества поощрения прогресса (1971)